# Кан Чхольхван
Кан Чхольхван (кор. 강철환?, 姜哲煥?) — беженец из Северной Кореи в Южную, писатель

, журналист, сотрудник газеты «Чосон Ильбо». Получил большую известность как человек, отбывший 10 лет заключения в северокорейском лагере Ёдок, где он находился с 9 до 19 лет.

## Биография
Кан Чхольхван родом из семьи японских корейцев. В колониальный период его бабушка и дедушка по отцовской линии приехали в японскую метрополию в поисках работы, где и поженились. Их семья была одной из самых успешных и богатых среди японских корейцев. После окончания Второй мировой войны семья по настоянию бабушки Кана — убеждённой коммунистки — эмигрировала в КНДР, где стала жить в Пхеньяне. В Пхеньяне в 1968 году родился и сам Кан Чхольхван.
Однажды, когда Кану было 9 лет, его дед не вернулся с работы. Через несколько дней в дом к семье Канов пришли сотрудники Министерства охраны безопасности государства и сказали, что дед Кан Чхольхвана совершил государственную измену, и поэтому сам Кан, его отец, бабушка, и дядя будут сосланы в лагерь Ёдок по принципу коллективной ответственности. Мать Кана была дочерью Героя КНДР и поэтому смогла избежать ареста.
В лагере Кан Чхольхван пробыл 10 лет, когда ему было 19, его семью выпустили на свободу. Некоторое время он жил в Пхёнсоне и Хамхыне, но потом, узнав от знакомого сотрудника службы безопасности, что его собираются снова арестовать, бежал из КНДР в Китай, а затем в Южную Корею, куда прибыл в 1992 году.
На Юге Кан написал автобиографическую книгу «Песня о концлагере» (кор. 수용소의 노래) и, вместе с французским правозащитником Пьером Ригуло, её франкоязычный вариант «Пхеньянские аквариумы» (фр. Les Aquariums de Pyongyang). Последняя была переведена на несколько языков и сделала Кан Чхольхвана одним из самых известных беженцев из КНДР.